# Jean-Luc Monschau
Jean-Luc Monschau, né le 5 juin 1951 à Mulhouse, est un entraîneur de basket-ball français. Il est le frère ainé de Christian Monschau, également entraineur de basket-ball.

## Parcours
C'est un entraîneur atypique dans le monde du basket-ball français. Ancien joueur dans les divisions inférieures, il a tout d'abord effectué sa carrière dans l'industrie  chimique. Il commence sa carrière d'entraîneur pro dans sa ville natale, club avec qui il connait l'aventure de la montée en Pro A.
Après des passages au Mans puis à Dijon, il connaît à nouveau la Pro B, tout d'abord avec Saint-Brieuc, puis Le Havre.
Il revient en Pro A avec Gravelines pour quatre saisons, la dernière se terminant après 11 journées. Puis il rejoint Nancy. Lors de sa première saison, il atteint la finale du championnat, battu par la SIG Strasbourg. Lors de l'année 2006, après une saison régulière terminée à la deuxième place, Nancy prend sa revanche sur le champion en titre en demi-finale mais échoue à nouveau en finale, face au Mans, perdant également la possibilité de joueur l'euroligue la saison suivante. Rebelotte l'année suivante où après avoir éliminé Gravelines et Villeurbanne, Nancy échoue une nouvelle fois en finale contre Roanne. Mais il parvient tout de même durant la saison 2007/2008 à battre Roanne pour enfin obtenir le titre de champion de France (en pro A) pour la première fois de sa carrière avec le SLUC.
Mais, bien qu'il soit l'un des entraîneurs les plus expérimentés avec 17 saisons en Pro A, il ne fait pas l'unanimité au sein des clans et têtes pensantes du basket français. Doté d'une forte personnalité, sa grande capacité d'analyse l’entraine souvent sur des domaines qui ne sont pas toujours de son domaine de responsabilité. Ces qualités d'analyses l'avaient ainsi conduit à produire un logiciel d'analyse basée sur les statistiques, domaine auquel il porte un grand intérêt, tout comme son frère Christian Monschau, également entraineur de Pro A. Quoi qu'il en soit, il est et restera comme un des plus grands coachs français devançant nettement ses pairs au nombre de victoires, que ce soit en saison régulière ou en play-off.
Le 25 avril 2014, Jean-Luc Monschau est annoncé comme le nouvel entraineur de Pfastatt en NM3 pour la saison 2014-2015.

## Club
- Joueur :
  - 1979-1980 :  Mulhouse
  - 1980-1985  :  Kaysersberg
- Entraîneur :
  - 1985-1991  :  Mulhouse
  - 1991-1993  :  Le Mans
  - 1993-1997  :  Dijon
  - 1999-1999  :  Saint-Brieuc
  - 1999-2000  :  Le Havre
  - 2000-2004  :  Gravelines
  - 2004-2013  :  Nancy
  - 2014-          :  Pfastatt (NM3-NM2)

## Palmarès
- Championnat de France de Pro A :
  - Vainqueur : 2008, 2011 avec Nancy
  - Finaliste : 2005, 2006, 2007 avec Nancy
- Tournoi des As
  - 1989 avec Mulhouse
- Semaine des As
  - 2005 avec Nancy
- Championnat de France de Pro B :
  - 2000 avec Le Havre
- Championnat de France U15 :
  - 2017 avec Pfastatt

### Distinction
- Entraîneur de l'année 1989